# Người đàn bà và con chồn
Người đàn bà và con chồn (tiếng Ý: Dama con l'ermellino [ˈdaːma kon lermelˈliːno], tiếng Anh: Lady with an Ermine) là tác phẩm tranh sáng tác trong những năm 1489–1490 của họa sĩ người Ý, Leonardo da Vinci. Người phụ nữ trong tranh là Cecilia Gallerani, vợ của công tước Ludovico Sforza xứ Milan. Đây là một trong bốn bức chân dung phụ nữ của Leonardo, bên cạnh Mona Lisa, chân dung Ginevra de' Benci, và La belle ferronnière. Năm 2016, tác phẩm được Bộ Văn hóa và Di sản quốc gia Ba Lan mua lại và đưa về trưng bày trong Bảo tàng quốc gia Kraków từ năm 2017.

## Mô tả

### Thành phần

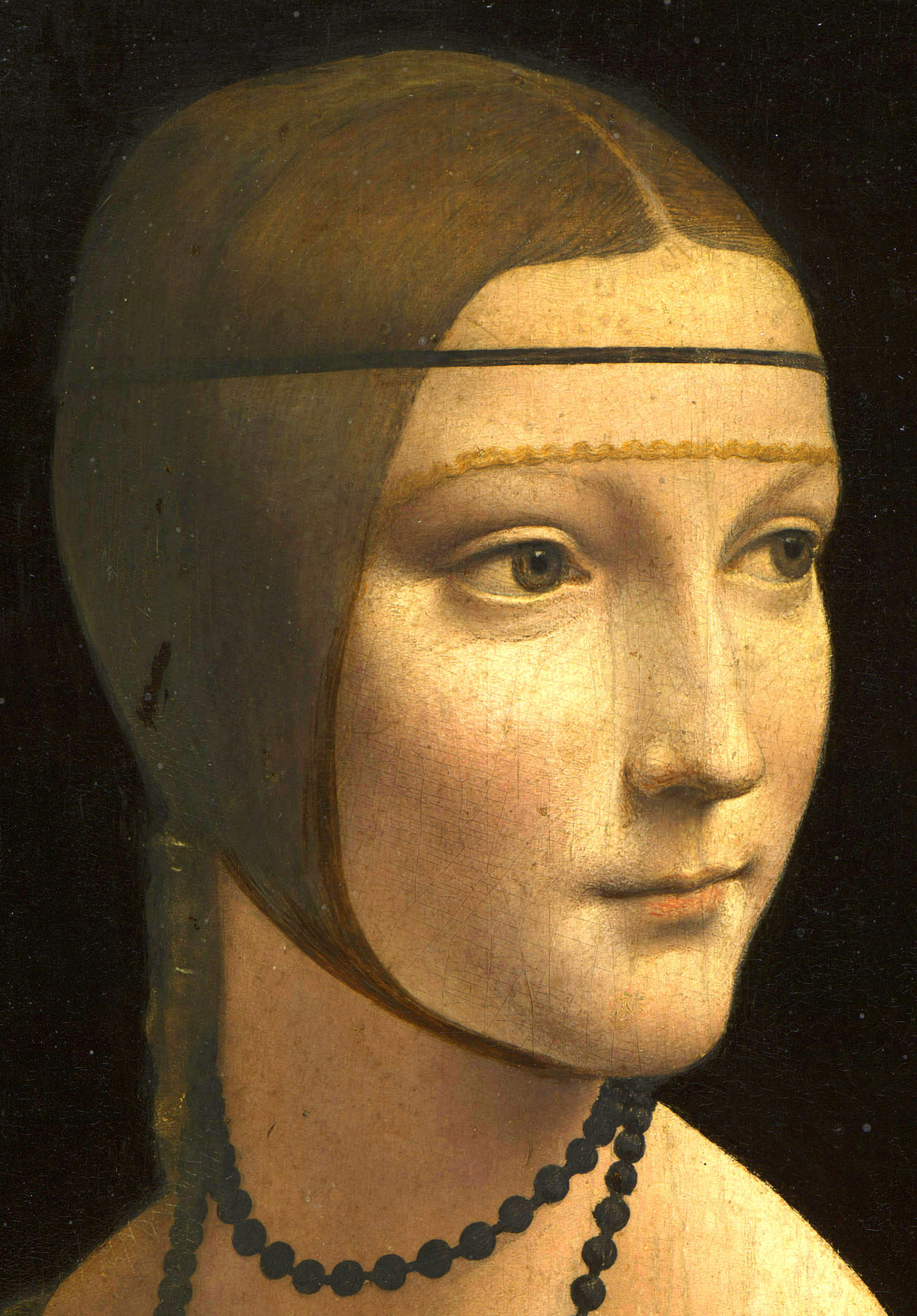
Chi tiết phần đầu của quý cô

Bức tranh được vẽ bằng sơn dầu trên một tấm gỗ óc chó tương đối nhỏ, kích thước 54 cm × 39 cm (21 in × 15 in). Tác phẩm mô tả một người phụ nữ nửa người, quay người về phía bên phải theo góc ba phần tư, nhưng khuôn mặt lại xoay sang trái. Con vật trong vòng tay cô cũng xoay theo cách tương tự, tạo nên một dáng thế contrapposto rõ rệt với người phụ nữ, một kỹ thuật mà Leonardo đã từng khai thác với thiên thần trong Đức mẹ đồng trinh trong hang đá.
Tác phẩm được chuẩn bị với một lớp thạch cao trắng và một lớp sơn lót màu nâu. Nhìn chung, màu được tô đều giống như trong Mona Lisa, mặc dù một số vùng da của người phụ nữ được sơn nhiều lớp hơn. Cũng có thể quan sát thấy dấu vết tinh tế của kỹ thuật spolvero (trong viền khuôn mặt và đầu), bản vẽ sơ bộ (ở cánh tay phải, bàn tay phải, bàn tay trái, sống mũi và viền tóc), và dấu vân tay (trên khuôn mặt và đầu con vật), dấu vết cuối cùng là điều thường gặp trong các bức tranh của Leonardo.
Tác phẩm được làm từ một tấm gỗ óc chó duy nhất; Leonardo từng khuyến nghị và ưa thích sử dụng gỗ óc chó, mặc dù loại gỗ này không phổ biến với các nghệ sĩ khác ở Lombardy. Tấm gỗ khá mỏng (khoảng 4–5 milimét (0,16–0,20 in)) và rất có thể được lấy từ cùng một cây với gỗ dùng cho bức chân dung sau này của ông, La Belle Ferronnière. Bức Người đàn bà và con chồn cũng có mối liên hệ với La Belle Ferronnière, cũng như bức chân dung sớm hơn của Leonardo là Chân dung một nhạc sĩ vì cả ba bức đều có nền màu đen.
Mặc dù có một vài vùng bị hư hại nhẹ, nhà sử học mỹ thuật Frank Zöllner khẳng định rằng tác phẩm ở trong "tình trạng rất tốt... tương tự như bức Mona Lisa cũng được bảo tồn tốt như vậy". Tuy nhiên, đánh giá này chỉ mới được đưa ra gần đây, vì trước đó người ta từng cho rằng bức tranh đã bị hư hại đáng kể và được vẽ lại. Việc tái đánh giá này phần lớn được khởi xướng bởi nhà sử học nghệ thuật Kenneth Clark, người từng tuyên bố vào năm 1961 rằng toàn bộ phía bên trái của nhân vật, cũng như phần nền đã bị vẽ lại.
Các học giả như Adolfo Venturi, Angela Ottino della Chiesa và Jack Wasserman cũng ủng hộ quan điểm này; tuy nhiên, một phân tích kỹ thuật vào năm 1992 tại Phòng trưng bày nghệ thuật quốc gia do David Bull dẫn đầu đã xác nhận rằng thiệt hại chỉ giới hạn ở phần nền. Cụ thể, nền ban đầu có khả năng là màu xám xanh, sau đó bị sơn đè màu đen vào khoảng giữa thế kỷ 18. Chữ ký LEONARD D'AWINCI ở góc trên bên trái có lẽ cũng được thêm vào vào thời điểm này. Cũng có một chút sơn đè ở phần miệng và mũi; một số nhà sử học nghệ thuật cho rằng Eugène Delacroix là người đã thực hiện việc sơn lại phần nền và các khu vực khác.
Nền tranh cũng từng bị hiểu lầm rằng ban đầu có một cửa sổ. Quan điểm này được đưa ra bởi Kazimierz Kwiatkowski, người đã dẫn đầu các cuộc thử nghiệm chụp X-quang năm 1955 tại Phòng thí nghiệm Warsaw, và giải thích một số điểm trong nền phía bên phải là tàn tích của một cửa sổ.
Kết luận này đã bị bác bỏ bởi Bull, Pietro C. Marani và những người khác. Dưới ánh sáng của lần đánh giá lại này, với hư hại chính là do lớp sơn phủ ở nền, nhà sử học nghệ thuật Martin Kemp nhận xét rằng "bức tranh ở tình trạng tốt hơn nhiều so với những bản tường thuật tiêu chuẩn, và cho thấy rõ ràng nhất chất lượng tươi sáng rực rỡ của hội họa Leonardo trong thời kỳ ông làm việc tại triều đình Sforza ở Milan".

### Quý cô
Chủ thể trong tranh được xác định khá chắc chắn là Cecilia Gallerani, tình nhân của ông chủ người Milan của Leonardo, Ludovico Sforza. Cô quay nhìn sang trái, hướng về phía ánh sáng – nơi mà nhà tiểu sử Walter Isaacson cho rằng Ludovico đang đứng. Sau cuộc hôn nhân giữa Isabella xứ Aragon, Nữ công tước Milan và Gian Galeazzo Sforza, bộ váy mang phong cách Tây Ban Nha của cô trở nên đặc biệt hợp thời. Cô khoác lên vai trái một chiếc sbernia bằng lụa, một loại áo choàng mà Leonardo đã đơn giản hóa cách mặc truyền thống (vốn thường được choàng cả hai vai), có lẽ để tránh tạo quá nhiều chi tiết phức tạp trong bố cục của bức tranh. Vai phải của cô để lộ một dải ruy băng thêu chỉ vàng cầu kỳ trên nền váy nhung. Một lần nữa, Leonardo đã giản lược thiết kế bằng cách để dải ruy băng bên trái bị che khuất bởi chiếc sbernia, nhằm không làm lu mờ phần đầu được vẽ tỉ mỉ của con vật. Kiểu tóc của cô, được gọi là coazzone, giúp giữ tóc gọn gàng bằng hai dải tóc được buộc dọc hai bên mặt và một bím dài ở phía sau. Mái tóc được cố định bằng một tấm mạng mỏng dệt viền chỉ vàng, một dải băng đen, và một ống bọc phần tóc tết.
Như trong nhiều tác phẩm khác của Leonardo, bố cục ở đây tuân theo mô hình xoắn ốc hình chóp, và nhân vật đang trong khoảnh khắc xoay người sang trái, phản ánh mối quan tâm suốt đời của Leonardo về chuyển động và động lực hình thể. Kiểu chân dung nghiêng ba phần tư này là một trong những cải tiến nổi bật của ông. Nhà thơ của triều đình Il Moro, Bernardo Bellincioni, là người đầu tiên đề xuất rằng Cecilia được thể hiện như thể đang lắng nghe một người nói không xuất hiện trong khung hình. Tác phẩm này đặc biệt cho thấy kỹ năng điêu luyện của Leonardo trong việc thể hiện hình thể con người. Ông đã vẽ bàn tay vươn ra của Cecilia với mức độ chi tiết cao, bao gồm hình dáng của từng móng tay, các nếp gấp quanh khớp ngón tay, và cả gân tay hiện rõ khi ngón tay co lại.
Một nghiên cứu gần đây đã nêu bật và củng cố một giả thuyết vốn ít được chú ý: nhân vật anh hùng Caterina Sforza, “sư tử cái xứ Romagna”, có thể là hình mẫu cho biểu tượng ẩn dụ này – nơi sức mạnh tinh thần và vẻ đẹp mà thần thoại từng gán cho các Amazon được thể hiện. 

### Con chồn ermine

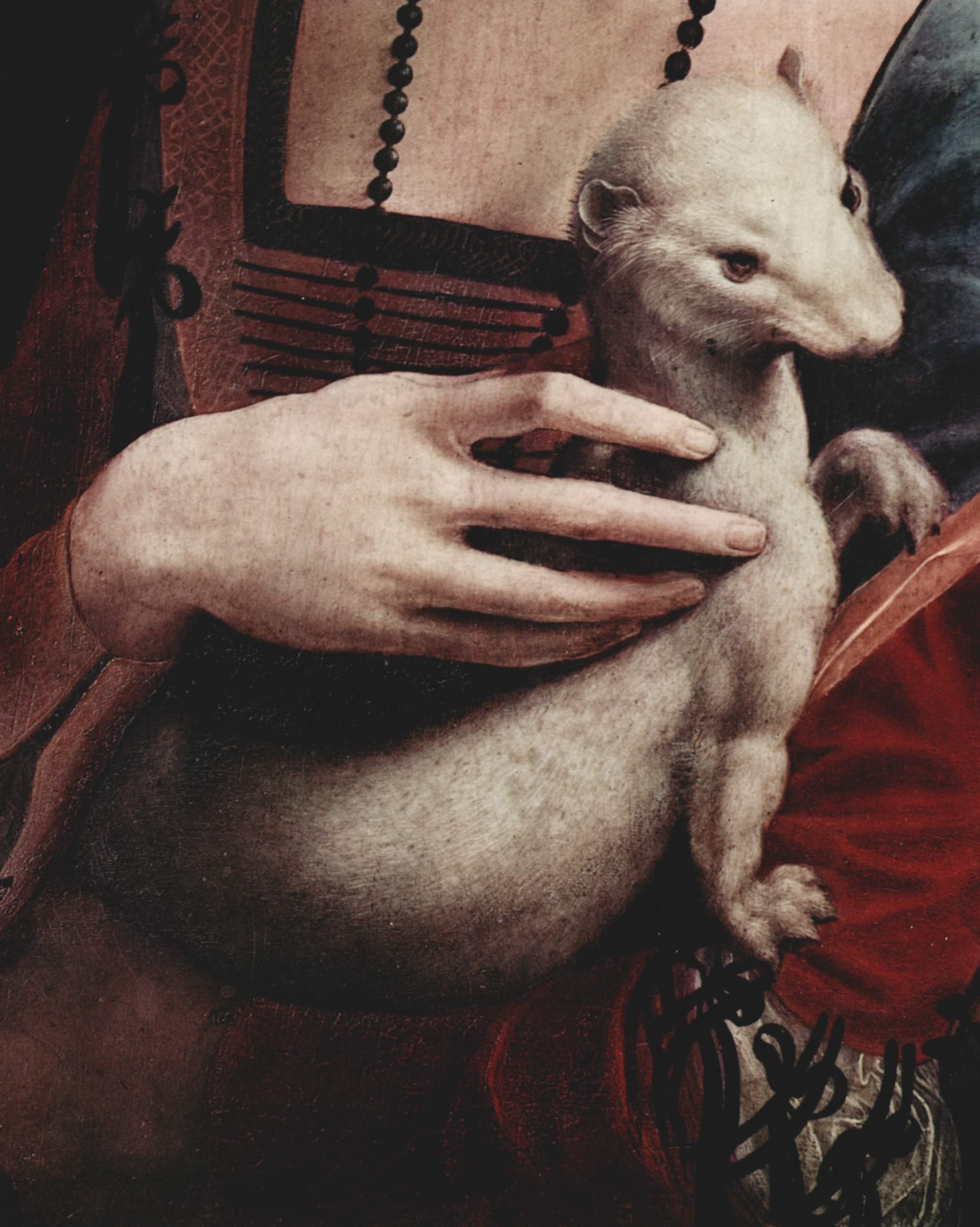
Chi tiết của con chồn ermine

Con vật nằm yên trong vòng tay của Cecilia thường được gọi là một con ermine (chồn trắng). Một số nhà phê bình đã nhận xét rằng nó quá lớn so với một con chồn ecmin thật. Tuy nhiên, kích thước ấy được lý giải là do đây chủ yếu là một biểu tượng có tính ẩn dụ. Nhà sử học nghệ thuật Luke Syson cho rằng: “Chủ nghĩa tự nhiên không phải là mục đích ở đây; Leonardo đã tạo ra một sinh vật huyền thoại, kết hợp từ nhiều loài động vật mà ông từng vẽ trong thời gian này”. Có nhiều cách diễn giải khác nhau về ý nghĩa của con chồn ecmin, và các cách này thường được sử dụng kết hợp với nhau. Trong bộ lông trắng mùa đông, chồn ermine từ lâu đã là biểu tượng truyền thống của sự trong sạch và tiết chế, vì người ta tin rằng nó thà chết còn hơn làm dơ bộ lông trắng của mình.
Khi về già, Leonardo từng biên soạn một sách động vật huyền thoại, trong đó ông viết: “Chồn ermine, vì tiết chế nên chỉ ăn một lần mỗi ngày và nó thà bị thợ săn bắt còn hơn trốn trong hang dơ bẩn để không làm hoen ố sự thuần khiết của mình.” Ông còn lặp lại ý tưởng này ở một ghi chú khác: “Tiết chế chế ngự mọi thói xấu. Chồn ermine thà chết còn hơn làm vấy bẩn chính mình.” Một bức vẽ bằng mực của Leonardo vào khoảng năm 1490, hiện lưu giữ tại Bảo tàng Fitzwilliam ở Cambridge, mô tả một con chồn ecmin đầu hàng trước thợ săn như để tượng trưng cho những lý tưởng trên.
Con chồn ecmin cũng có ý nghĩa cá nhân đối với Ludovico Sforza, người từng lấy nó làm biểu tượng riêng, sau khi được Ferdinand I của Napoli phong làm thành viên của Huân chương Ermine vào năm 1488. Ngoài ra, con vật còn có thể là một cách chơi chữ liên quan đến họ của Cecilia: từ tiếng Hy Lạp cổ để chỉ chồn ermine hoặc các loài giống chồn là galê (γαλῆ) hay galéē (γαλέη). Những kiểu ám chỉ như vậy rất được ưa chuộng trong văn hóa Phục Hưng; chính Leonardo từng làm điều tương tự trong tác phẩm trước đó, Ginevra de' Benci, khi ông vẽ bao quanh Ginevra là một cây Bách xù (tiếng Ý là ginepro).
Krystyna Moczulska gợi ý rằng con chồn ecmin cũng mang ý nghĩa như trong văn học cổ điển — nơi nó gắn liền với hình ảnh của phụ nữ mang thai, đôi khi được xem là loài vật có khả năng bảo vệ phụ nữ trong thời kỳ thai nghén. Thời điểm bức tranh được vẽ, Cecilia được biết là đang mang thai đứa con ngoài giá thú của Ludovico.
Con chồn ecmin cũng có thể được hiểu trong bối cảnh Cecilia kết hôn với Bá tước Lodovico Bergamino, ngay sau khi sinh con trai với Ludovico vào năm 1491. Chồn ermine từng là một biểu tượng phổ biến cho đức hạnh trong nghệ thuật Phục Hưng Ý, đặc biệt nổi tiếng nhờ được gắn với hình tượng Đức Hạnh (Chastity) trong bài thơ Trionfi của Petrarch. Bài thơ của Petrarch, mô tả Chastity chiến thắng Tình yêu, thường được minh họa trên những chiếc rương cưới trang trí công phu, một phần quan trọng trong của hồi môn của các cô dâu xuất thân cao quý. Trong bối cảnh ấy, con chồn ecmin như một biểu tượng của đức hạnh, cũng thể hiện lòng chung thủy trong hôn nhân. Do đó, sự hiện diện của nó vừa gợi nhắc đến mối liên kết của Cecilia với Ludovico, vừa báo hiệu cuộc hôn nhân sắp tới của cô với Bergamino.